# Голлівудське рев'ю 1929 року
«Голлівудське рев'ю 1929 року» (англ. The Hollywood Revue of 1929) — американський мюзикл Чарльза Райснера 1929 року.
В 1930 році був претендентом на премію «Оскар» в номінації «найкращий фільм».

## Сюжет
Мюзикл бродвейського формату, в якому взяли участь — в ролі самих себе — всі тодішні зірки студії Metro-Goldwyn-Mayer.

## У ролях
- Конрад Найджел — камео
- Джек Бенні — камео
- Джон Гілберт — Ромео
- Норма Ширер — Джульєтта
- Джоан Кроуфорд — камео
- Бессі Лав — камео
- Кліфф Едвардс — камео
- Стен Лорел — Стен
- Олівер Гарді — Олівер
- Аніта Пейдж — камео
- Бастер Кітон — камео
- Марі Дресслер — камео
- Чарльз Кінг — камео
- Гвен Лі — камео
- Джордж К. Артур — камео
- Карл Дейн — камео
- Гас Едвардс — камео
- Поллі Моран — камео